# Periophthalmus gracilis
Periophthalmus gracilis är en fiskart som beskrevs av Eggert, 1935. Periophthalmus gracilis ingår i släktet Periophthalmus och familjen smörbultsfiskar. Inga underarter finns listade i Catalogue of Life.